# Lorenzo Monaco
Lorenzo Monaco (ou Piero di Giovanni 1370 — 1425) foi um pintor de Florença, na Itália. Ele entrou para o Mosteiro dos Camaldulenses de Santa Maria degli Angeli, na mesma Florença, em 1391. Deixou a vida monástica logo depois. Apesar disso, era frequentemente chamado Lorenzo, o Monge. O seu trabalho mostra a influência do Gótico Internacional do final do século XIV, bem como da Escola Sienesa. A maioria de suas obras encontra-se no mesmo mosteiro onde estudou.
Giorgio Vasari incluiu uma biografia de Lorenzo Monaco na sua obra Vidas. 